# Bernhard Sieverding
Bernhard Sieverding (* 23. Februar 1896 in Bakum; † 10. Mai 1973 in Vechta) war ein deutscher Landwirt und Politiker (Zentrum). Er war von 1931 bis 1933 Abgeordneter des Oldenburgischen Landtages.

## Leben
Sieverding zählte zu den Gründern der Viehverwertungsgenossenschaft Vechta und Umgebung, wurde 1923 Mitglied des Vorstandes und war von 1924 bis 1969 deren Geschäftsführer. Zudem war er ab 1928 Geschäftsführer des Oldenburgischen Viehverwertungsverbandes bzw. der Oldenburgischen Zentralgenossenschaft für Viehverwertung. In den 1920er Jahren wurde er als Nachfolger von Anton Themann Vorsitzender des Kleinlandwirteverbandes im Freistaat Oldenburg. Von 1931 bis 1933 war Sieverding für die Zentrumspartei Abgeordneter im Oldenburgischen Landtag und dort Mitglied des Petitionsausschusses. Bis zu seiner Entlassung aus allen Ämtern 1933 war er Mitglied des Amtsrates Vechta und des Gemeinderates Bakum.
Nach 1933 war Sieverding als Landwirt in der Biber- und Junghennenaufzucht tätig. Am 1. Mai 1937 trat er in die NSDAP ein. Von 1939 bis 1941 leistete er Militärdienst. 1942 gehörte er dem Kirchenausschuss an.
Sieverding wurde 1945 von der britischen Besatzungsmacht verhaftet, verbrachte ein Jahr im Internierungslager Esterwegen und musste sich einem Entnazifizierungsverfahren unterziehen. Im Anschluss beteiligte er sich an der Gründung der Bank der Kleinlandwirte und Pächter.